# St. Vincent (Minnesota)
St. Vincent es una ciudad ubicada en el condado de Kittson en el estado de Minnesota. En el Censo de 2010 tenía una población de 64 habitantes y una densidad poblacional de 21,49 personas por km².

## Geografía
St. Vincent se encuentra ubicada en las coordenadas 48°58′9″N 97°13′35″O / 48.96917, -97.22639. Según la Oficina del Censo de los Estados Unidos, St. Vincent tiene una superficie total de 2.98 km², de la cual 2.81 km² corresponden a tierra firme y (5.74%) 0.17 km² es agua.

## Demografía
Según el censo de 2010, había 64 personas residiendo en St. Vincent. La densidad de población era de 21,49 hab./km². De los 64 habitantes, St. Vincent estaba compuesto por el 98.44% blancos, el 0% eran afroamericanos, el 1.56% eran amerindios, el 0% eran asiáticos, el 0% eran isleños del Pacífico, el 0% eran de otras razas y el 0% pertenecían a dos o más razas. Del total de la población el 6.25% eran hispanos o latinos de cualquier raza.